# Vahan (arme)
Pour les articles homonymes, voir Vahan.
Le Vahan est un fusil d'assaut d'origine arménienne qui a été conçu par l'ingénieur et concepteur d'armes Vahan S. Manasian. La conception de l'arme remonte à 1952 sous le nom de « MBC-2 » quand Manasian était alors un soldat dans l'armée soviétique.

## Caractéristiques
Il peut être équipé d'un lance-grenades GP-30, d'une baïonnette, ainsi qu'une lunette de visée lui donnant des capacités de fusil de tireur d’élite.
Le Vahan aurait une plus grande vitesse de balle et donnerait ainsi une meilleure capacité de pénétration des blindages que l'AK-47. Conçu à l'origine pour tirer la munition standard du bloc soviétique 7,62 x 39 mm M43, il reprit en 1992 le nouveau standard de munition soviétique 5,45 × 39 mm M74.
En 2009, le fusil Vahan n'avait toujours pas été testé par le gouvernement arménien.

## Galerie

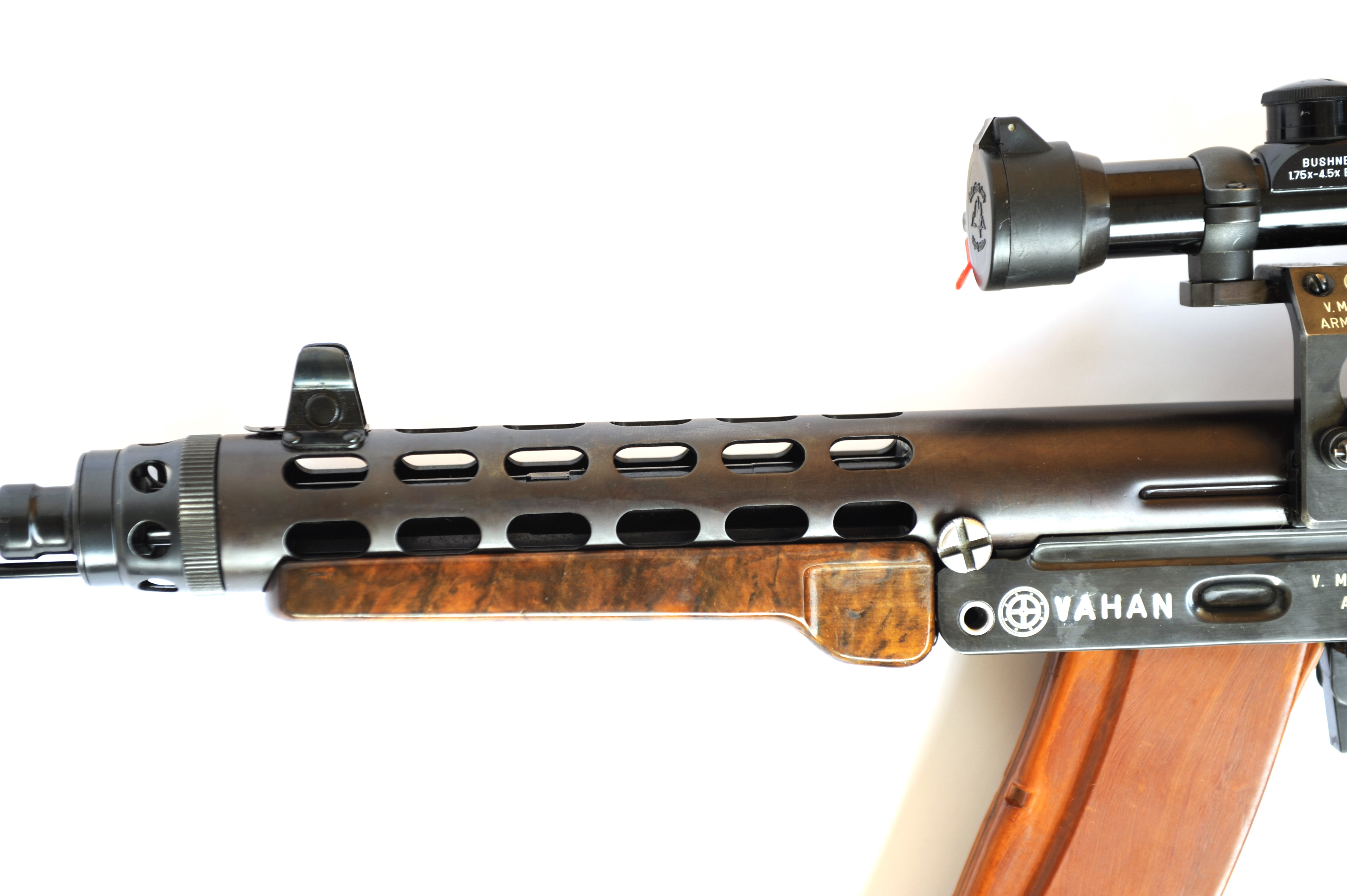
Vue du canon du fusil Vahan
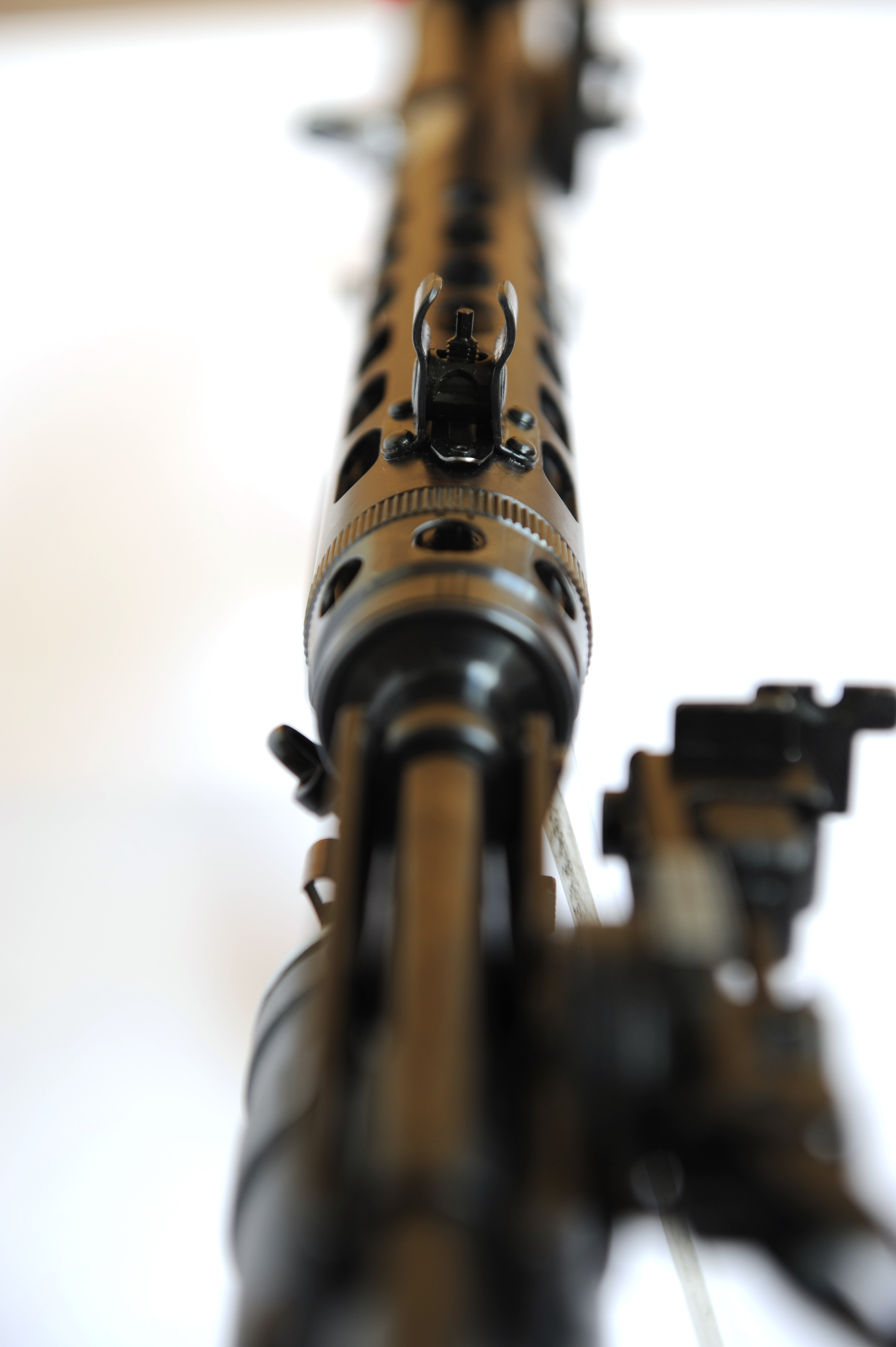
Viseur du fusil Vahan